# Shawn Weatherly
Shawn Nichols Weatherly (Sumtter, Carolina del Sur, 24 de julio de 1959) es una exreina de belleza y actriz estadounidense, conocida por haber sido Miss USA y Miss Universo en 1980. Como actriz, interpretó a Jill Riley en la serie de televisión Baywatch y a Karen Adams en Police Academy 3: Back in Training.

## Reinados de Belleza

### Miss USA 1980
En la versión número 29 del certamen de belleza Miss USA realizada en Bilossi el 15 de mayo de 1980, el reinado fue presentado por Bob Barker y  Helen O'Connell.

#### Posiciones Finales
| Resultados Finales | Delegadas |
| ------------------ | --- |
| Miss USA 1980      | - Carolina del Sur - Shawn Weatherly |
| 1.era Finalista    | - Arizona - Jineane Ford |
| 2nda Finalista     | - Florida - Barbara Bowser |
| 3.era Finalista    | - Alabama - Pamela Rigas |
| 4rta Finalista     | - Kentucky - Lisa Devillez |
| Top 12             | - New Mexico - Kathy Dawn Patrick - Maryland - Tonja Walker - New York - Debra Sue Maurice - New Hampshire - Eva Dyer - Nebraska - Rebecca Staab - Texas - Barbara Buckley - Minnesota - Carla Reid Peterson |

#### Puntajes Finales
| \| Estado \| Preliminar \| Entrevista \| Baño \| Noche \| Semifinal (%) \| \| ---------------- \| ---------- \| ---------- \| ---------- \| ---------- \| ------------- \| \| Nebraska \| 8.450 (5) \| 7.938 (10) \| 7.489 (11) \| 7.832 (8) \| 7.753 (10) \| \| Arizona \| 8.317 (8) \| 8.950 (4) \| 8.670 (4) \| 8.701 (2) \| 8.774 (2) \| \| Carolina del Sur \| 9.086 (1) \| 9.082 (1) \| 9.097 (1) \| 9.567 (1) \| 9.249 (1) \| \| Minnesota \| 8.083 (12) \| 7.858 (11) \| 7.031 (12) \| 7.518 (12) \| 7.469 (12) \| \| Texas \| 8.503 (4) \| 7.417 (12) \| 8.008 (9) \| 7.703 (10) \| 7.709 (11) \| \| Florida \| 8.924 (3) \| 9.029 (2) \| 8.953 (2) \| 8.313 (4) \| 8.765 (3) \| \| Alabama \| 8.334 (7) \| 8.822 (5) \| 8.775 (3) \| 8.268 (5) \| 8.621 (4) \| \| Nuevo México \| 8.998 (2) \| 8.804 (6) \| 8.438 (5) \| 7.968 (7) \| 8.403 (6) \| \| Maryland \| 8.344 (6) \| 8.498 (7) \| 8.167 (8) \| 8.176 (6) \| 8.280 (7) \| \| Nuevo Hampshire \| 8.104 (11) \| 8.029 (9) \| 7.826 (10) \| 7.625 (11) \| 7.827 (9) \| \| Kentucky \| 8.247 (9) \| 8.989 (3) \| 8.347 (6) \| 8.457 (3) \| 8.598 (5) \| \| Nueva York \| 8.119 (10) \| 8.477 (8) \| 8.217 (7) \| 7.828 (9) \| 8.174 (8) \| | Winner First Runner-up Second Runner-up Third Runner-up Fourth Runner-up Top 12 Semifinalist (#) Rank in each round of competition |            |            |            |               |
| Estado | Preliminar | Entrevista | Baño       | Noche      | Semifinal (%) |
| Nebraska | 8.450 (5) | 7.938 (10) | 7.489 (11) | 7.832 (8)  | 7.753 (10)    |
| Arizona | 8.317 (8) | 8.950 (4)  | 8.670 (4)  | 8.701 (2)  | 8.774 (2)     |
| Carolina del Sur | 9.086 (1) | 9.082 (1)  | 9.097 (1)  | 9.567 (1)  | 9.249 (1)     |
| Minnesota | 8.083 (12) | 7.858 (11) | 7.031 (12) | 7.518 (12) | 7.469 (12)    |
| Texas | 8.503 (4) | 7.417 (12) | 8.008 (9)  | 7.703 (10) | 7.709 (11)    |
| Florida | 8.924 (3) | 9.029 (2)  | 8.953 (2)  | 8.313 (4)  | 8.765 (3)     |
| Alabama | 8.334 (7) | 8.822 (5)  | 8.775 (3)  | 8.268 (5)  | 8.621 (4)     |
| Nuevo México | 8.998 (2) | 8.804 (6)  | 8.438 (5)  | 7.968 (7)  | 8.403 (6)     |
| Maryland | 8.344 (6) | 8.498 (7)  | 8.167 (8)  | 8.176 (6)  | 8.280 (7)     |
| Nuevo Hampshire | 8.104 (11) | 8.029 (9)  | 7.826 (10) | 7.625 (11) | 7.827 (9)     |
| Kentucky | 8.247 (9) | 8.989 (3)  | 8.347 (6)  | 8.457 (3)  | 8.598 (5)     |
| Nueva York | 8.119 (10) | 8.477 (8)  | 8.217 (7)  | 7.828 (9)  | 8.174 (8)     |

### Miss Universo 1980

#### Resultados Oficiales
| Resultados         | Concursante |
| ------------------ | --- |
| Miss Universo 1980 | - Estados Unidos - Shawn Weatherly |
| 1a. Finalista      | - Escocia - Linda Gallagher |
| 2a. Finalista      | - Nueva Zelanda - Diana Delyse Nottle |
| 3a. Finalista      | - Filipinas - Maria Rosario Silayan |
| 4a. Finalista      | - Suecia - Eva Brigitta Anderson |
| Semifinalistas     | - Canadá - Teresa Lynn MacKay - Puerto Rico - Agnes Tañón Correa - Islandia - Guðbjörg Sigurdardóttir - Corea del Sur - Kim Eun-Jung - Colombia - María Patricia Arbeláez - Panamá - Gloria Karamañites Davis - Tahití - Thilda Raina Fuller |

#### Puntajes Oficiales
| País           | Promedio preliminar | Entrevista | Traje de baño | Traje de noche | Promedio semifinal |
| -------------- | ------------------- | ---------- | ------------- | -------------- | ------------------ |
| Escocia        | 7.785 (4)           | 8.036 (5)  | 8.273 (3)     | 8.267 (5)      | 8.192 (5)          |
| Suecia         | 7.572 (8)           | 8.208 (3)  | 8.250 (4)     | 8.346 (4)      | 8.268 (3)          |
| Puerto Rico    | 7.885 (3)           | 7.850 (7)  | 7.892 (8)     | 7.867 (10)     | 7.870 (7)          |
| Nueva Zelanda  | 7.885 (2)           | 8.283 (2)  | 8.400 (2)     | 8.400 (3)      | 8.361 (2)          |
| Panamá         | 7.514 (12)          | 7.713 (9)  | 7.742 (11)    | 7.825 (12)     | 7.760 (11)         |
| Corea del Sur  | 7.525 (11)          | 7.658 (11) | 7.750 (10)    | 7.967 (8)      | 7.792 (9)          |
| Canadá         | 7.711 (5)           | 7.992 (6)  | 8.200 (5)     | 8.100 (6)      | 8.097 (6)          |
| Tahití         | 7.566 (9)           | 6.957 (12) | 7.858 (9)     | 8.067 (7)      | 7.627 (12)         |
| Colombia       | 7.531 (10)          | 7.789 (8)  | 7.729 (12)    | 7.842 (11)     | 7.787 (10)         |
| Estados Unidos | 8.480 (1)           | 8.317 (1)  | 8.718 (1)     | 8.883 (1)      | 8.640 (1)          |
| Filipinas      | 7.662 (6)           | 8.120 (4)  | 8.033 (6)     | 8.433 (2)      | 8.196 (4)          |
| Islandia       | 7.636 (7)           | 7.675 (10) | 7.942 (7)     | 7.933 (9)      | 7.850 (8)          |